# George Gibbs Dibrell

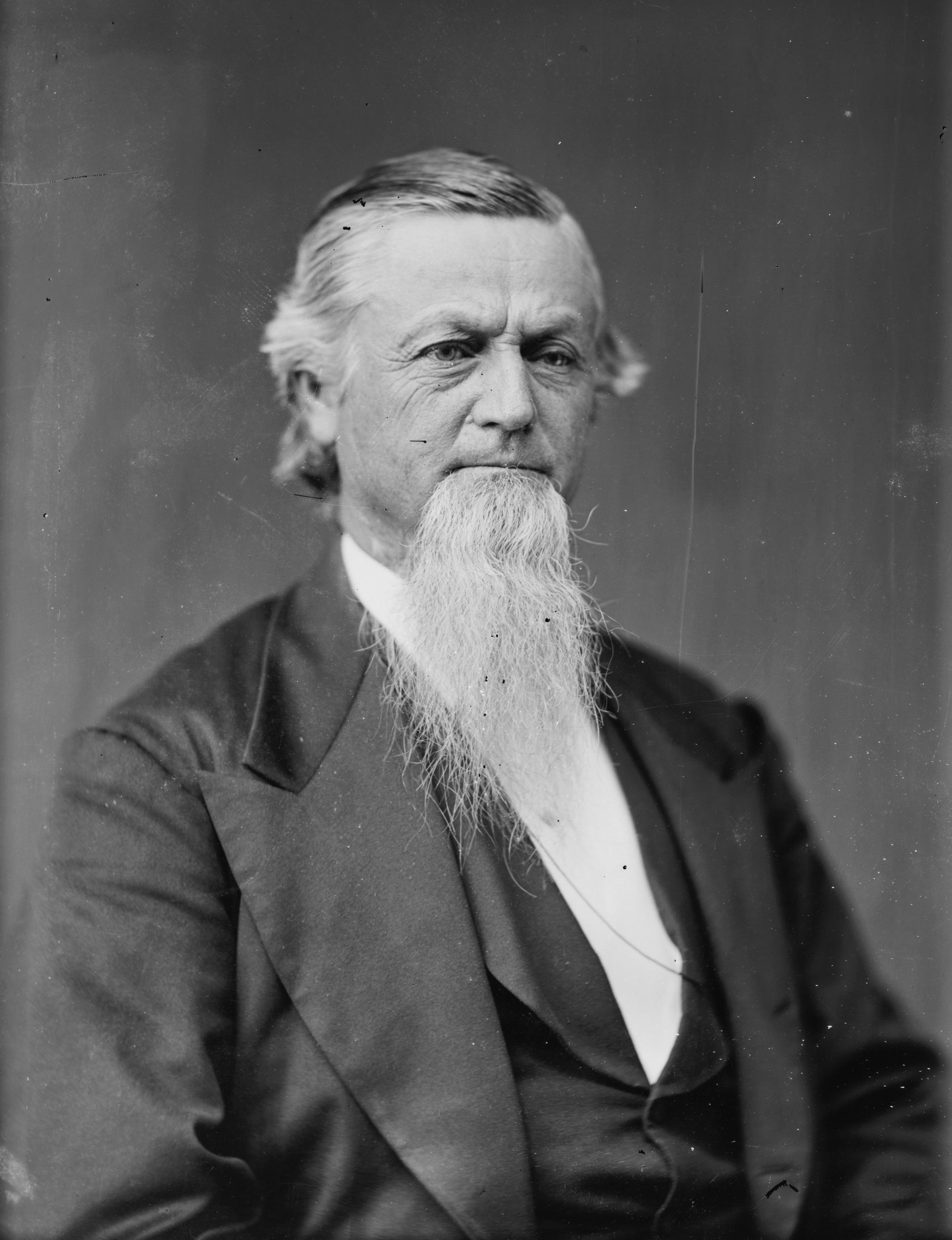
George Gibbs Dibrell

George Gibbs Dibrell (* 12. April 1822 in Sparta, White County, Tennessee; † 9. Mai 1888 ebenda) war ein US-amerikanischer Jurist, Brigadegeneral der Konföderierten im Sezessionskrieg und Mitglied des Repräsentantenhauses der Vereinigten Staaten, sowie Präsident der Southwestern Railroad.

## Leben
Dibrell besuchte eine öffentliche Schule und studierte anschließend Jura an der East Tennessee University in Knoxville, Tennessee. Das Studium schloss er 1843 ab, wurde als Anwalt zugelassen und eröffnete noch im gleichen Jahr ein Anwaltsbüro. Gleichzeitig arbeitete er erfolgreich als Farmer und Kaufmann und engagierte sich in der Politik. Bereits 1840 wurde Dibrell zum Leiter der Filiale der Bank of Tennessee in Sparta ausgewählt und behielt diesen Posten sechs Jahre bis zu seiner Hochzeit mit Mary E. Leftwick. Er wurde bis 1860 viermal zum Friedensrichter des White County gewählt. Dibrell wurde 1861 als Abgeordneter im Repräsentantenhaus von Tennessee gewählt.

## Sezessionskrieg
Dibrell meldete sich bei Ausbruch des Krieges freiwillig zu einem Milizregiment des Staates Tennessee. Im 25. Tennessee-Infanterie-Regiment diente er zunächst als einfacher Soldat und wurde später zum stellvertretenden Kommandeur gewählt und am 10. August 1861 zum Oberstleutnant befördert. Mit dem Regiment nahm er an der Schlacht von Mill Springs und an der Belagerung von Corinth teil. Anschließend stellte Dibrell im White County die Partisan Rangers auf, die offiziell 8. Tennessee-Kavallerie-Regiment hießen und wurde im September 1862 dessen Kommandeur.
Dibrell führte im weiteren Verlauf des Bürgerkrieges ab September 1863 bis zum 26. April 1865 als Kommandeur verschiedene Kavalleriebrigaden, meist auf dem westlichen Kriegsschauplatz unter dem Kommando der Tennessee-Armee, von November 1864 bis März 1865 auch an der Ostküste. Dibrell kommandierte von Februar bis April 1864 auch eine Kavalleriedivision. Er wurde zweimal verwundet und am 26. Juli 1864 mit Wirkung zum 28. Januar 1865 zum Brigadegeneral befördert. Im April 1865 unterstützte er bei der Evakuierung von Richmond, Virginia, der Sicherung des Nationalarchives der Konföderierten und eskortierte den Präsidenten der Konföderierten, Jefferson Davis, bei dessen Flucht von Greensboro, North Carolina nach Georgia. Am 9. Mai 1865 wurde Dibrell nahe Washington, Georgia auf Ehrenwort entlassen.

## Späte Jahre
Dibrell kehrte nach dem Krieg wieder auf seine Farm zurück und arbeitete als Kaufmann und Anwalt. Er wurde 1869 zum Präsidenten der Southwestern Railroad gewählt und 1870 Mitglied der Verfassunggebenden Versammlung („Constitutional Convention“) von Tennessee. Dibrell war Mitglied der Demokratischen Partei und wurde 1875 in den 44. Kongress der Vereinigten Staaten gewählt. Nach viermaliger Wiederwahl verließ er das Repräsentantenhaus am 3. März 1885.  Nach seinem Tod wurde er auf dem Old City Cemetery in Sparta beigesetzt.